# Montowo
 Montowo  è un villaggio facente parte dei comuni rurali polacchi nel distretto di Nowe Miasto Lubawskie, nel voivodato della Varmia-Masuria. Da una riforma amministrativa nel 1999, Montowo è uno dei frazioni rurali del gmina Grodziczno.

## Geografia fisica
Montowo è un villaggio rurale nella pianura della terra di Chełmno. La frazione geografica si trova 18,3 km a nord di Lidzbark e 9 km a sud di Lubawa. Montowo dista circa 9 km da Mroczno. La capitale del distretto Nowe Miasto Lubawskie si trova a 12,3 km a ovest. I villaggi più vicini sono Grodziczno (1,4 km) e Linowiec (2,5 km). Le grandi città più vicine sono Olsztyn a est e Toruń a ovest.

## Storia
Le più antiche testimonianze storiche su Montowo risalgono alla prima metà del XIII secolo. La prima menzione conosciuta della terra Lubawa, a cui appartiene Montowo, risale al 1216 e si trova in un documento di papa Innocenzo III.
Nel 1234 la Terra di Lubawa cadde nelle mani dei Cavalieri Teutonici dopo che la Santa Sede si impadronì di tutta la Prussia e la concesse all'Ordine Teutonico come usufrutto perpetuo. Nel 1243 il legato pontificio Guglielmo di Modena divise la provincia ecclesiastica della Prussia in quattro diocesi. Una di queste era la diocesi di Chełmno, che consisteva nella terra di Chełmno e nella terra di Lubawa.
Nel 1868 a Montowo (anche Montaw) c'erano 16 edifici e 229 abitanti, di cui 209 cattolici e 20 protestanti. Nel 1887 si contavano già 440 abitanti.
Dopo la seconda guerra mondiale, sia Montowo che l'intero comune di Grodziczno cambiarono tre volte il loro voivodato nell'ambito delle riforme amministrative. Negli anni 1946-1975 il comune apparteneva al voivodato di Olsztyn, poi negli anni 1975-1998 al voivodato di Toruń e dal 1º gennaio 1999 al voivodato di Varmia-Masuria.

## Storia della stazione ferroviaria di Montowo
La linea ferroviaria che attraversa Montowo fu costruita nel 1876–1877. La costruzione è avvenuta per fasi. La prima linea fu messa in funzione il 21 ottobre 1876 sulla linea Iława-Zajączkowo-Montowo. La lunghezza del percorso era di 25 km, il 15 maggio 1877 fu aperto un altro tratto lungo 35,6 km che collegava Montowo, Turza Wielka e Działdowo. Il 15 agosto 1877 la linea fu estesa fino a Iłów. Dal 1903 la stazione ferroviaria di Montowo è una fermata permanente sulla linea Marienburg (oggi Malbork) – Mława.

## Monumenti e luoghi d'interesse
- La casa padronale Dwór Montowo del Quattrocento.[4]
- Un parco paesaggistico si trova di fronte alle facciate orientale e meridionale della casa padronale e si estende ulteriormente in una stretta fascia verso nord. La sua parte centrale ha una pianta irregolare caratterizzata da una collezione di alberi secolari.[5]

## Infrastrutture e trasporti
- Montowo ha una propria stazione ferroviaria.[9]
- L'aeroporto più vicino è l'Aeroporto della Masuria di Szczytno-Szymany.

## Sport
Fino al 2015 il villaggio aveva una squadra maschile di calcio, la GSKF Oristo Montowo. 